# Турбо (мультфильм)
«Ту́рбо» (англ. Turbo) — полнометражный анимационный фильм производства американской киностудии DreamWorks Animation. Режиссёром мультфильма выступил Дэвид Сорен.
Сюжет мультфильма вращается вокруг обыкновенной садовой улитки в мире людей, мечтающей стать знаменитым гонщиком, которая совершенно внезапно получает возможность передвигаться с невероятной скоростью.
В озвучивании мультфильма приняли участие Райан Рейнольдс, Сэмюэл Л. Джексон, Snoop Dogg, Мишель Родригес и другие.

## Сюжет
Улитка по имени Тео хочет быть гонщиком. В телевизоре тем временем показывают французского гонщика Гая Ганье, который выигрывает «Инди 500» в пятый раз подряд, однако брат зовёт Тео спать. На следующий день они идут на фабрику. Вороны уносят одну улитку, и выясняется, что цена жизни не так велика. В этот день, когда помидор упал на газон, Тео посоревновался с газонокосилкой. Но улитки, видя, что его может раздавить, вытаскивают Тео с помощью садового шланга.
Чет объясняет, что улитка не может быть быстрой. Ночью Тео смотрит на магистраль, и вдруг проезжавший мимо грузовик выкидывает улитку на дорогу. Тео падает на капот гоночной машины и случайно попадает внутрь автомобиля, где получает автомобильные способности, став скоростной улиткой. На следующий день, придя на работу, он пытается разобраться в новых способностях, но случайно появляется на глазах у мальчика, любящего давить насекомых на своём велосипеде. Он хочет раздавить улитку, но Тео, благодаря своим новым способностям, удалось избежать это. В попытке догнать Тео мальчик врезается в забор.
Таким образом, Тео соскальзывает на колесо велосипеда и начинает кататься по колесу, напугав мальчика. Случайно его велосипед врезался в огород, и из-за этого происшествия Тео и Чета увольняют с работы. Чет объясняет, что всю жизнь прикрывал спину своему брату, а тот позволил оставить его без работы. Затем Чета похищают вороны, но Тео его спасает, и последний начинает думать, что он погиб. Тео с братом ловит работник тако («Dos Bros Tacos») Тито и везёт их на улиточные гонки.
Там уже есть улитки. Они считают, что они суперскоростные, но двигаются, как оказалось во время заезда, как обычные улитки. Улиточная команда состояла из улиток по имени Ожог (единственная девочка-улитка в этой команде), Белая Тень, Занос, Крутой Вираж и Хлыст. Тео дали кличку «Садовый». Во время гонки он разнёс трассу, придя первым. После этого Тео получает лучшую кровать, сделанную из салфетницы, а одеяло из тортильи. На следующий день Тито, не получив поддержки старшего брата Анжело, добавляет на плакат «Dos bros tacos» надпись о беге улиток, так как Тито думал, что это принес их заведению популярность, но затея не удалась.
Однажды мимо их заведения проезжает грузовик Гая Ганье с надписью о гонке «Инди 500». Тео показывает своему владельцу, что хочет там участвовать. Тито согласен и говорит Анжело о своём намерении, однако, чтобы участвовать в гонке, нужен взнос в размере 20 тысяч долларов. Тито и Анжело спорят параллельно с Тео и Четом, а Чет цитирует Анжело. Тито пытается найти поддержку у соседних предприятий, но они тоже не верят в него. В один момент команда улиток заманивает экскурсионный автобус, прокалывая ему колёса, тем самым помогая получить прибыль. Тито набирает команду, берёт деньги и уезжает.
К этому времени у Тео уже есть авторитет среди улиток, чего не скажешь о Чете, который не теряет надежд переубедить брата-мечтателя. Анжело узнаёт о пропаже денег и брата.. По пути в Индианаполис, улитки подсказывают людям прозвище для Тео. Также на его панцирь надевают тюнинговую крышку. На «Инди 500» заявку сначала не одобряют и смеются над тем, что гонщик — улитка. Но когда Турбо показывает скорость 226 миль в час (для сравнения у победителя Гая Ганье 230), мнение у всех начинает меняться. Это заставляет президента гонок пропустить улитку на соревнования, несмотря на первоначальное желание этого не делать.
Начинается долгожданная гонка, однако Турбо в самом начале чувствует себя усталым, но всё равно старается изо всех сил. Ганье не хочет, чтобы Турбо опередил его, и на последнем круге пытается обогнать Турбо, устраивая сильную аварию и повредив у Турбо панцирную крышку. Когда Тео просыпается, он видит финишную черту. Однако он не может разогнаться, так как его панцирь повреждён. Улитки приходят к нему на помощь и помогают ему добраться «улиточным шагом».
Увидев это, Ганье пытается догнать Тео на повреждённой машине, но у него это не получается. Тео достигает финиша, спрятавшись внутри ракушки, так как Ганье пытается его раздавить.
В финальной сцене показывается гонка между улитками, где Тито дарит новую тюнинговую крышку Тео, у которого уже восстановилась ракушка.
Момент после титров: Тео смотрит телевизор, где видит себя в результатах гонки и после нескольких слов решает немного отдохнуть.

## В ролях
| Актёр             | Роль         |
| ----------------- | ------------ |
| Райан Рейнольдс   | Турбо/Тео    |
| Сэмюэл Л. Джексон | Хлыст        |
| Майя Рудольф      | Ожог         |
| Майкл Белл        | Белая Тень   |
| Snoop Dogg        | Крутой вираж |
| Бен Шварц         | Занос        |
| Пол Джаматти      | Чет          |
| Майкл Пенья       | Тито         |
| Луис Гусман       | Анжело       |
| Билл Хейдер       | Гай Ганье    |
| Кен Джонг         | Ким Лу       |
| Мишель Родригес   | Паз          |
| Ричард Дженкинс   | Бобби        |

## Производство
Автором идеи фильма стал сам режиссёр-постановщик Дэйвид Сорен. По словам режиссёра, студия DreamWorks Animation как-то раз устроила своим сотрудникам конкурс на лучший сюжет, победителем конкурса стала работа Сорена, в которой он увязал тему фильмов «Форсаж» с улитками. Компания выкупила идею, а через пять лет, когда Сорен переехал с семьёй в новый дом, задний двор которого кишел улитками, он вернулся к замыслу фильма и получил одобрение студии на его создание.

## Прокат
В Уругвае фильм вышел в прокат 10 июля 2013 года, в Гонконге, Перу и России — 18 июля 2013 года, в Румынии и на Тайване — 2 августа 2013 года, в Кувейте, Ливане и Македонии — 29 августа 2013 года. 

## Видеоигры
16 июля 2013 года компания D3Publisher выпустила видеоигру Turbo: Super Stunt Squad, основанную на сюжете фильма. Игра вышла на платформах Wii, Wii U, Nintendo 3DS, Nintendo DS, Xbox 360 и PlayStation 3. Версии для Xbox 360, PlayStation 3 и Wii U были созданы студией Monkey Bar Games, а для 3DS, DS, Wii — Torus Games. Геймплей игры позволяет выполнять различные гоночные трюки, играя за команду улиток, чтобы показать своё мастерство и преодолеть все преграды.
Мобильная версия игры под названием Turbo Racing League была выпущена 22 мая 2013 года для устройств IPhone, IPad и Android. Геймплей позволяет игрокам соревноваться в гонках, играя за улиток.